# Expedição 18
Expedição 18 foi uma missão humana de longa duração à Estação Espacial Internacional, realizada entre 24 de outubro de 2008 e 8 de abril de 2009. O comandante Michael Fincke e o cosmonauta Yuri Lonchakov, lançados do Cosmódromo de Baikonur em 12 de outubro de 2008 a bordo da espaçonave Soyuz TMA-13, tiveram a companhia do empresário e turista espacial Richard Garriott, filho do astronauta Owen Garriott, do Programa Skylab, que permaneceu apenas uma semana no espaço; mais três astronautas em revezamento participaram da expedição durante sua duração.

## Tripulação
| Posição               | Primeira parte (Outubro até novembro de 2008) | Segunda parte (Novembro de 2008 até março de 2009) | Terceira parte (Março até abril de 2009) |
| --------------------- | --------------------------------------------- | -------------------------------------------------- | ---------------------------------------- |
| Comandante            | Michael Fincke                                | Michael Fincke                                     | Michael Fincke                           |
| Engenheiro de voo 1   | Yuri Lonchakov                                | Yuri Lonchakov                                     | Yuri Lonchakov                           |
| Engenheiro/a de voo 2 | Gregory Chamitoff                             | Sandra Magnus                                      | Koichi Wakata                            |

## Insígnia
O numeral da missão foi criado em algarismos romanos. O "X" evoca a exploração, que é o núcleo da cooperação indivisível que caracteriza os parceiros da Estação Espacial Internacional. O "V" é de vitória e também representa as cinco agências espaciais que estão no programa. "III" significa a esperança de que esta tripulação irá ajudar a evoluir a capacidade de habitação da ISS, para passar a ser habitada por seis tripulantes ao invés dos três até então, da qual esta foi a penúltima missão. A lua, o sol e as estrelas simbolizam os esforços de todas as equipes envolvidas no projeto da ISS, que levarão o ser humano novamente até a Lua, ao nosso Sistema Solar e além dele. Os nomes e as bandeiras nacionais dos integrantes circundam a borda da insígnia.

## Missão
A missão incluiu 40 experiências científicas planejadas pela NASA nos campos da biologia, medicina, física e ciência da vida, além de 33 desenvolvidas pelos parceiros da Agência Espacial Europeia (ESA) e da Agência Espacial Japonesa (JAXA), um trabalho de mais de 300 cientistas. Ela recebeu a visita da STS-126 Endeavour, que fez a troca de tripulantes (Chamitoff por Magnus) e realizou consertos nos painéis solares, e da STS-119 Discovery, que fez a última troca (Magnus por Wakata). No décimo-primeiro dia de missão, os ocupantes da estação tiveram uma conferência desde o espaço com o Presidente Barack Obama, estudantes e membros do Congresso dos Estados Unidos. A expedição também foi visitada por duas naves não-tripuladas Progress, em novembro e fevereiro, que transportaram até a ISS combustível, comida, água, material médico e equipamentos de reposição.
Um incidente ocorreu durante a expedição. Em 12 de março de 2009, a pouco menos de um mês de seu final, detritos do estágio superior de um foguete Delta II usado para o lançamento de um satélite GPS em 1993, passaram perto da ISS. A proximidade entre os detritos e a estação não foi detectada até que fosse muito tarde para realizar uma manobra para evitar a colisão. A tripulação então preparou-se para evacuar a estação fechando as escotilhas entre os módulos e ocupando a nave Soyuz que fica sempre docada como "bote salva-vidas" em caso de emergência. Os detritos porém passaram perto da ISS sem atingi-la às 16:38 UTC daquele dia, e os tripulantes foram liberados pelos controladores de terra para voltarem a assumir suas funções cinco minutos depois.

## Caminhadas espaciais
| EVA # | Astronautas | Início (UTC)                 | Fim (UTC)                    | Duração             |
| ----- | --- | ---------------------------- | ---------------------------- | ------------------- |
| EVA 1 | Yuri Lonchakov Michael Fincke | 23 de dezembro de 2008 00:51 | 23 de dezembro de 2008 06:29 | 5 horas, 38 minutos |
| EVA 1 | Instalado um dispositivo medidor de energia eletromagnética (Langmuir probe) sobre o módulo Pirs, removido o experimento de longa duração Rússia Biorisk, instalado o experimento Expor-R sobre o módulo Zvezda, mas que posteriormente foi removido depois de falhar a transmitir telemetria ao comando em solo. Instalado o experimento "Impulse". A EVA foi conduzida a partir de Pirs usando trajes espaciais russos Orlan. |                              |                              |                     |
| EVA 2 | Yuri Lonchakov Michael Fincke | 10 de Março de 2009 16:22    | 10 de Março de 2009 21:11    | 4 horas, 49 minutos |
| EVA 2 | Instalado o Expor-R no módulo Zvezda, inspecionado e fotografado o exterior da parte russa da estação. A EVA foi conduzida a partir de Pirs usando trajes espaciais russos Orlan |                              |                              |                     |

## Galeria

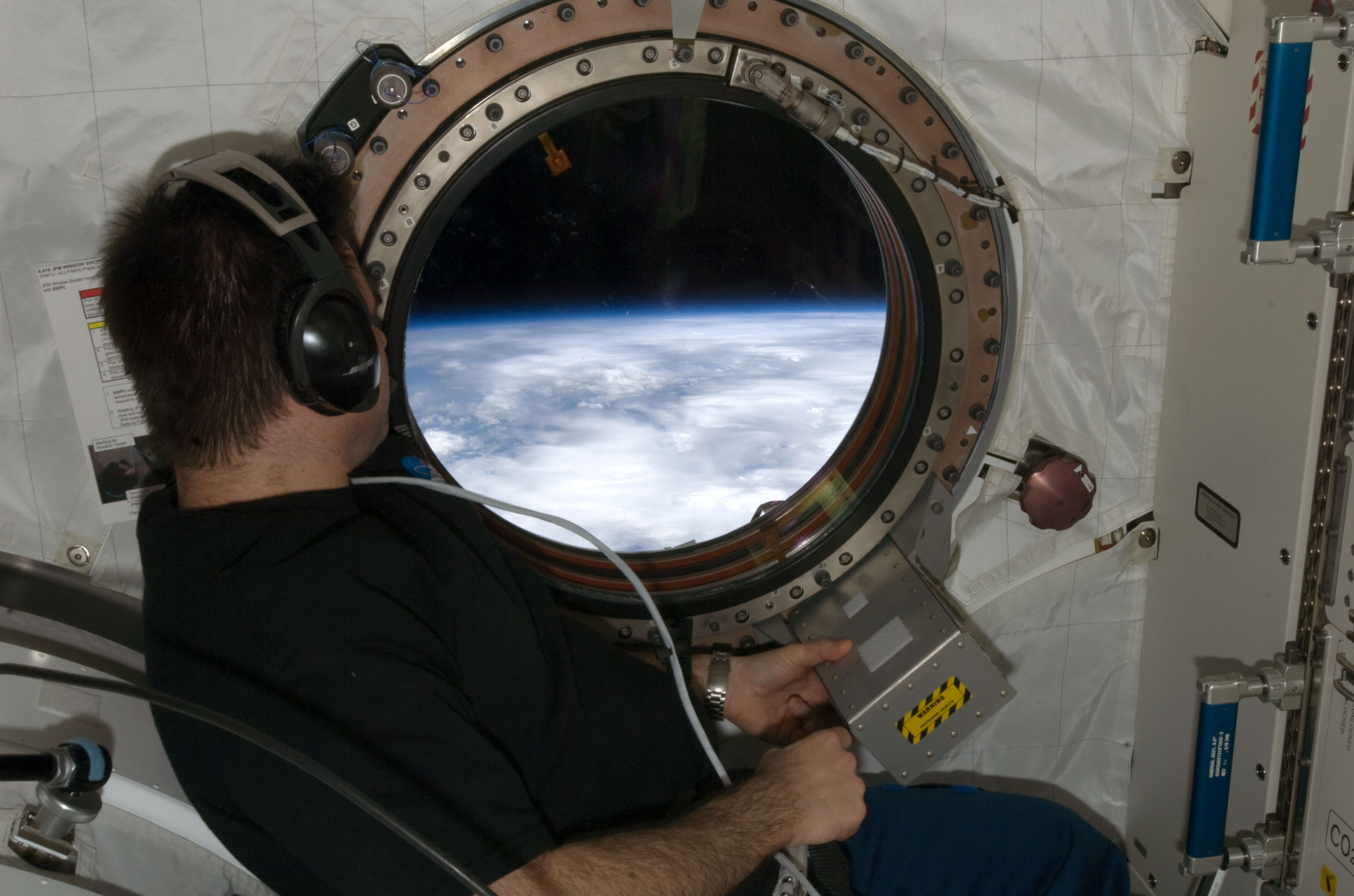
Astronauta observa a Terra através da escotilha do módulo Kibo.
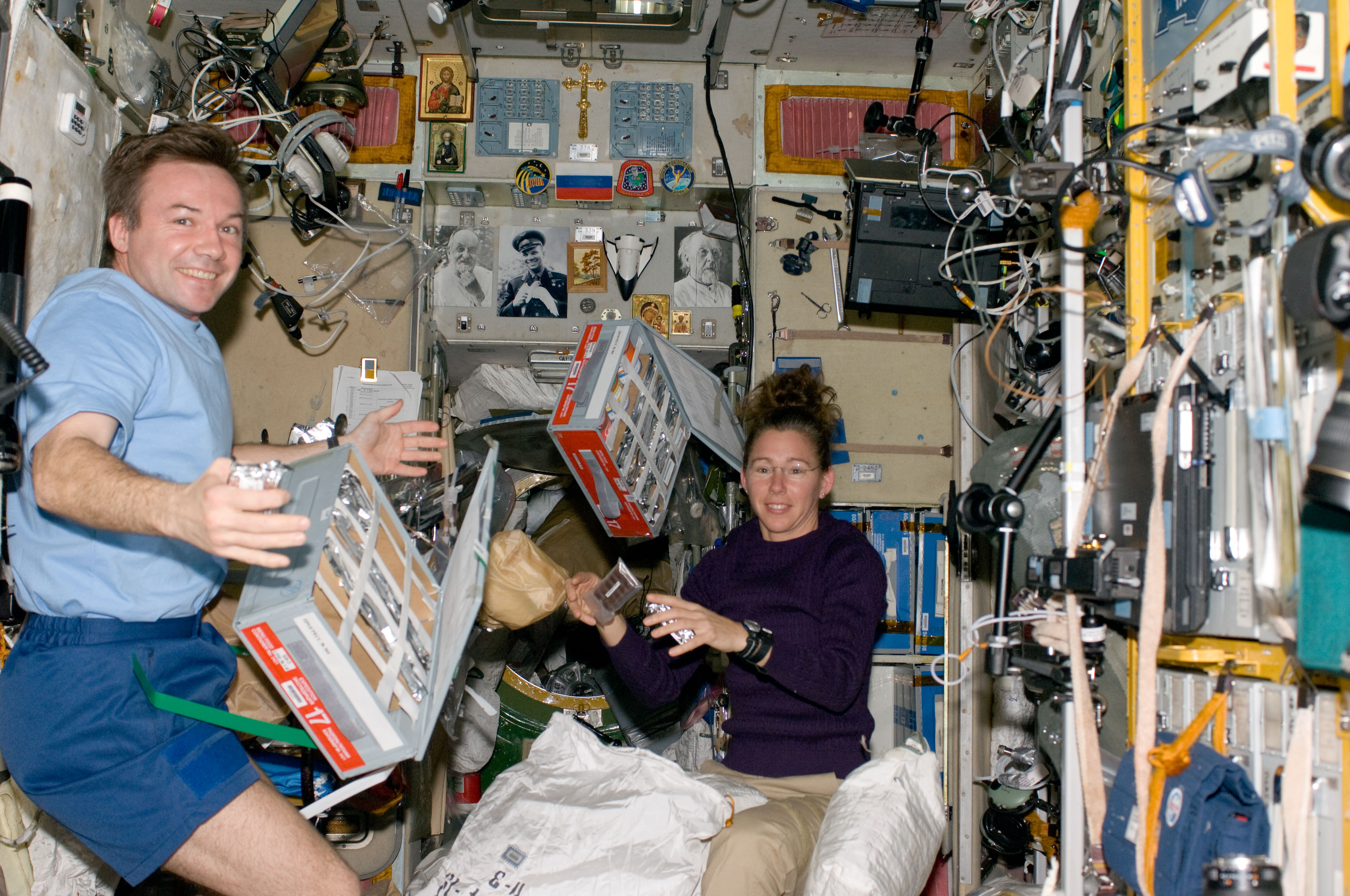
Sandra Magnus e Yuri Lonchakov flutuam entre pacotes de comida no módulo Zvezda.
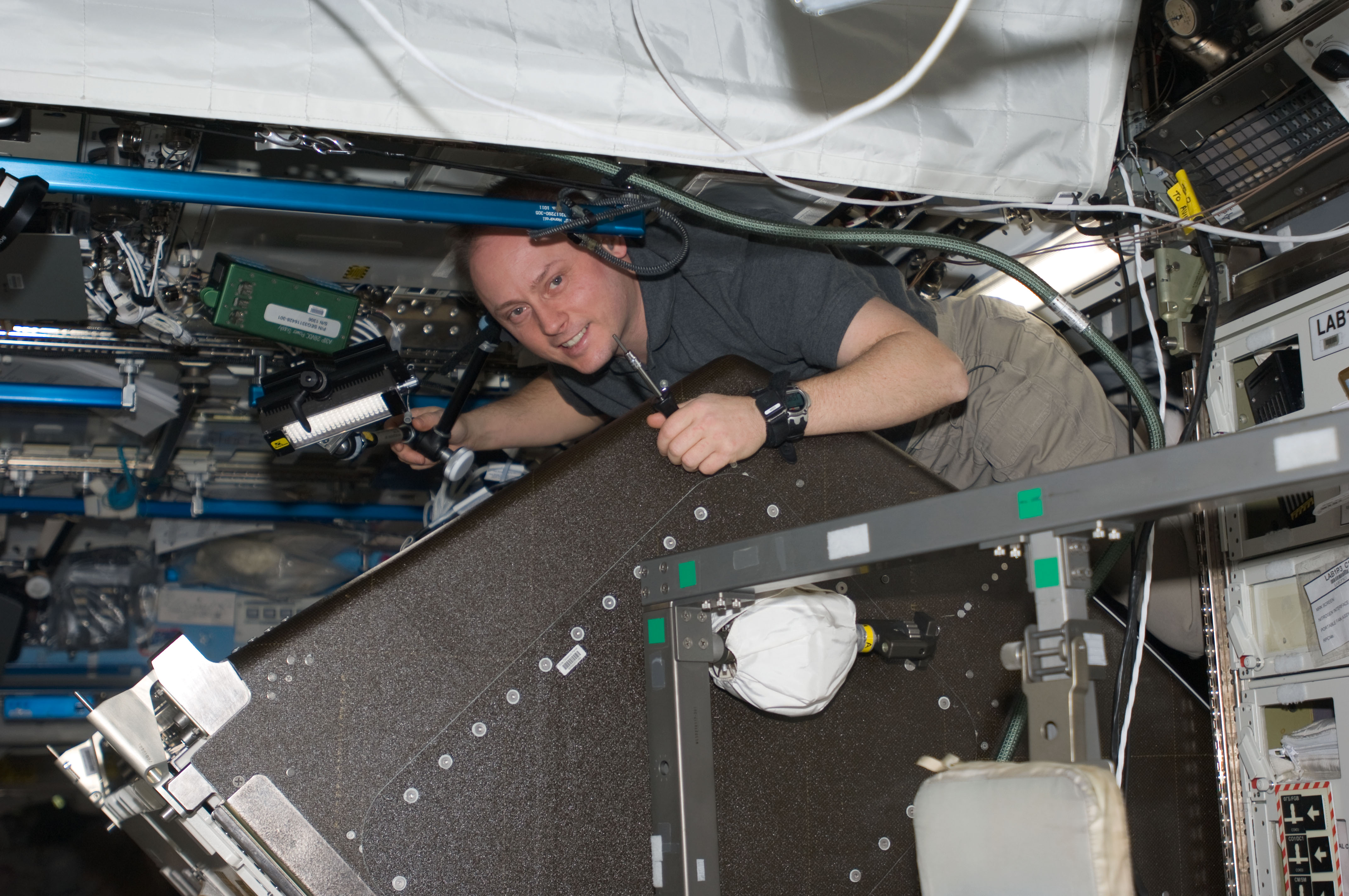
Astronauta checa vazamento no sistema de purificação de água no módulo Unity.
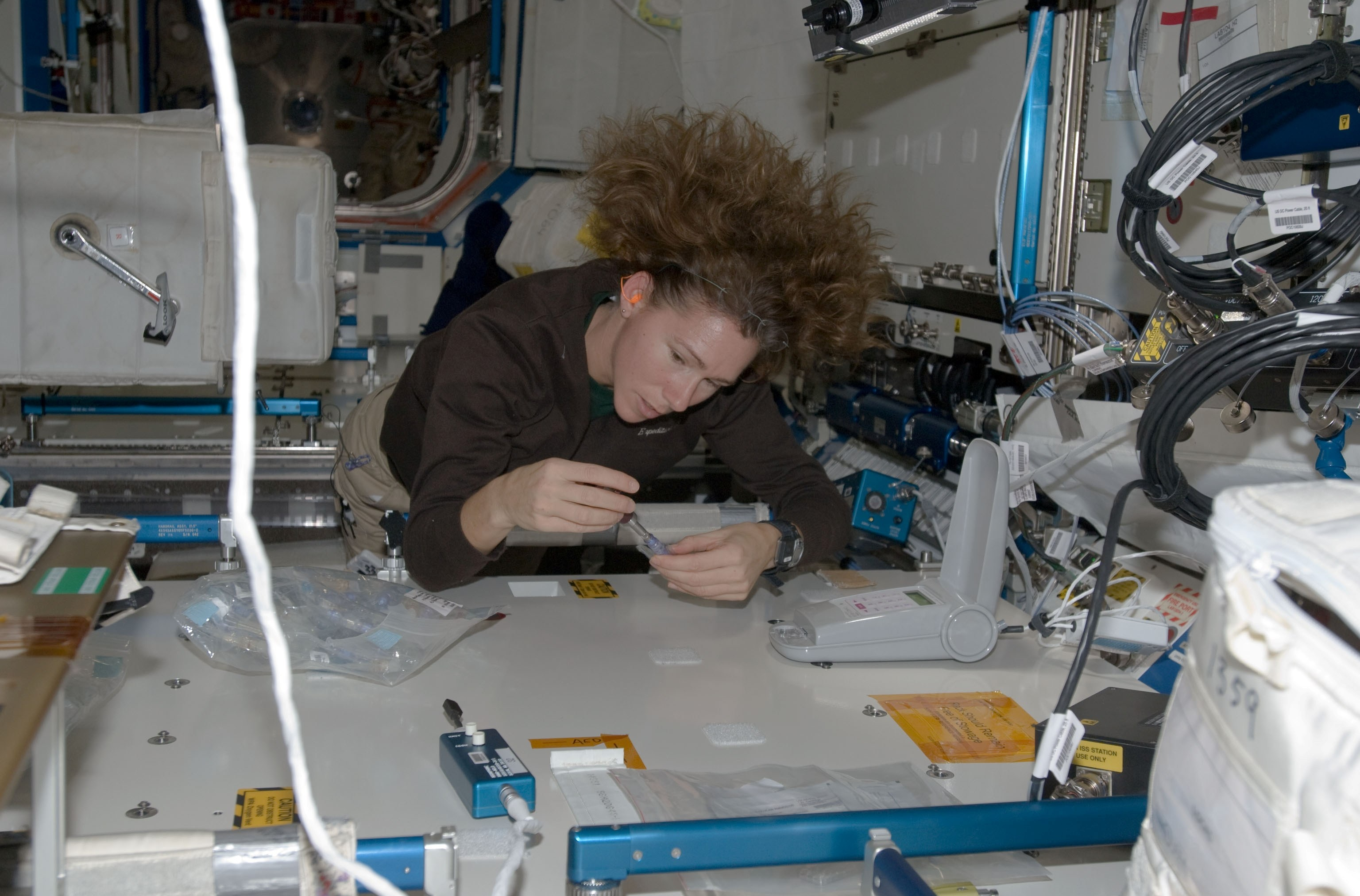
Sandra Magnus fazendo experiências no módulo Destiny.
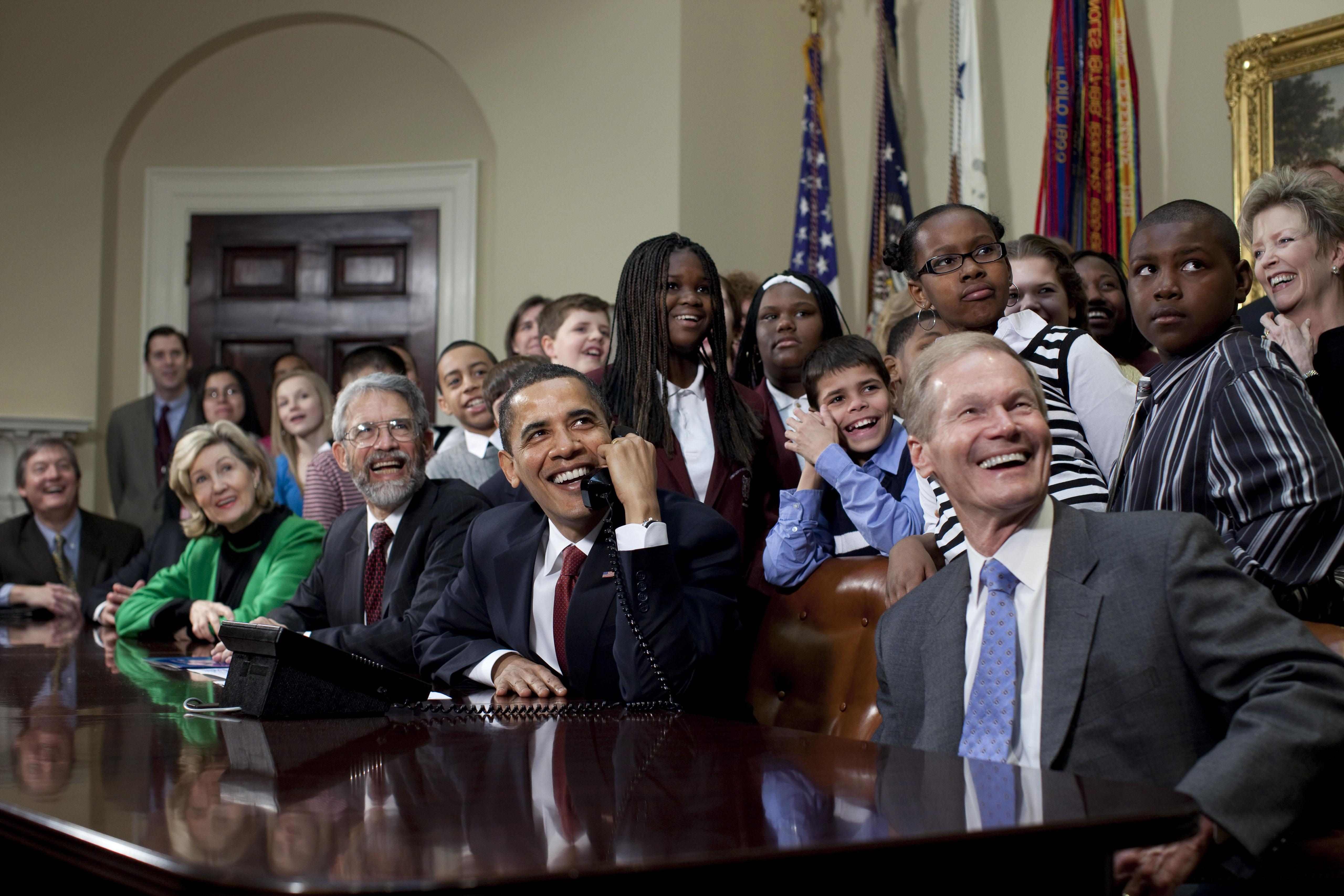
Barack Obama conversa com os integrantes da Expedição.
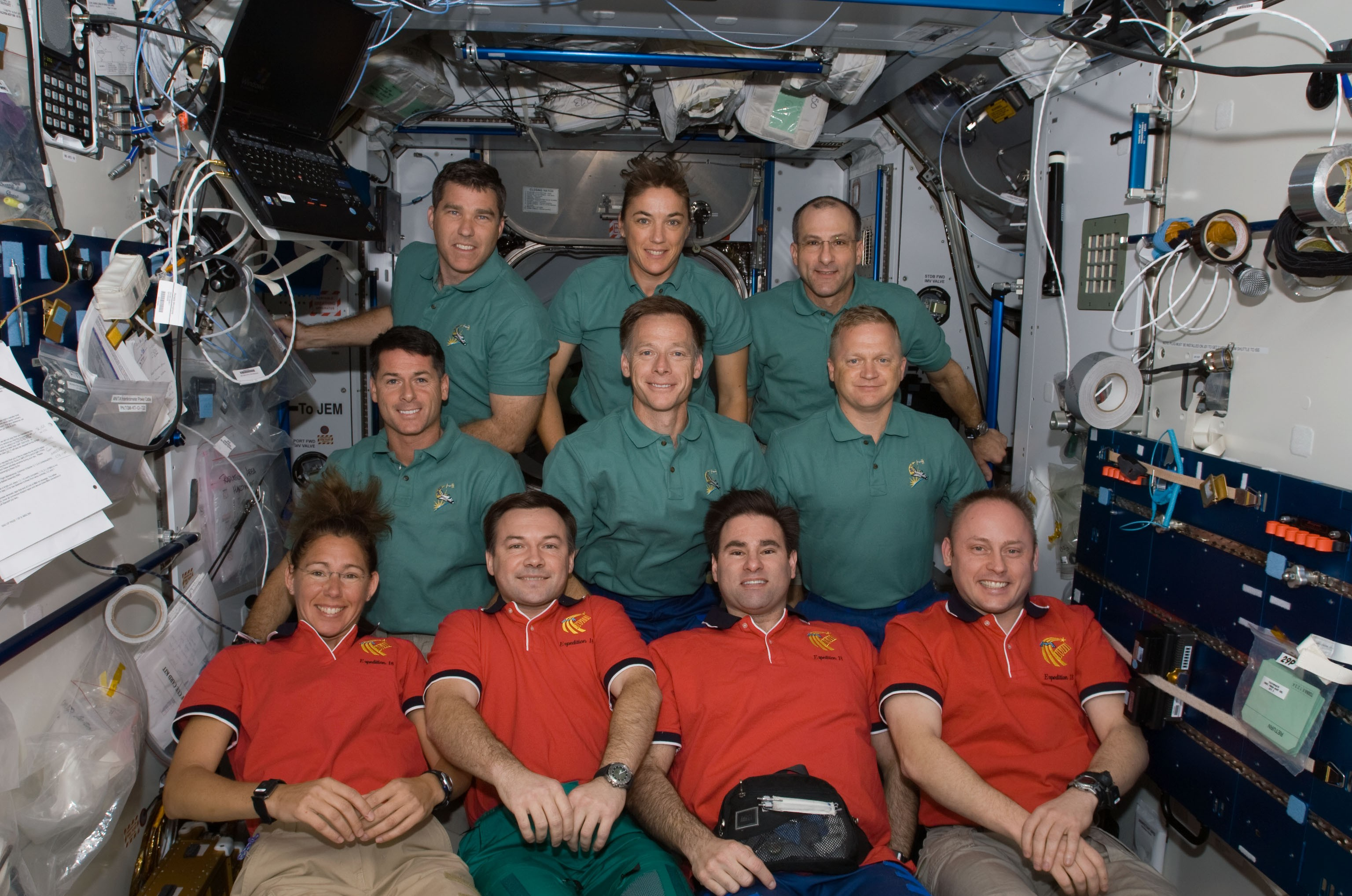
As tripulações da Expedição 18 e da STS-126 Endeavour juntas na ISS.